# Zialony Bor (obwód brzeski)
Zialony Bor (biał. Зялёны Бор; ros. Зелёный Бор) – osiedle na Białorusi, w obwodzie brzeskim, w rejonie iwacewickim, w sielsowiecie Stajki, przy linii kolejowej Baranowicze – Brześć.